# Mihai Ghimpu
Mihai Ghimpu (Colonița, 1951. november 19.) moldáv jogász és politikus. 1998-tól a Liberális Párt (korábban Reformpárt) elnöke, 2009. augusztus 28-tól 2010. december 28-ig a moldáv parlament elnöke volt. 2009. szeptember 11-től parlamenti elnökként az ügyvivő államfői tisztséget is betöltötte.

## Életrajza
Chișinăuban, a Moldovai Állami Egyetemen szerzett jogi diplomát. 1978-tól különféle cégeknél dolgozott jogászként.

## Pályafutása
Az 1980-as évek végén kapcsolódott be a politikai életbe. 1988-ban a Moldáv Népfront alapító tagja lett, melynek 1993-ig tagja maradt. 1990-ben parlamenti mandátumot szerzett. 1998-ig, két cikluson keresztül volt parlamenti képviselő, a parlamentben a jogi bizottság alelnöke volt. 1998-tól ő a Liberális Párt elnöke.
2007-ben lett a Chișinăui Városi Tanács elnöke (a polgármester, Dorin Chirtoacă nagybátyja). A 2009. áprilisi parlamenti választásokon az ellenzéki erők között induló Liberális Párt listájáról ismét képviselővé választották. A júliusi időközi parlamenti választások után, augusztus 8-án a Ghimpu vezette párt a Moldáv Liberális Demokrata Párttal, a Demokrata Párttal és a Mi Moldovánk Szövetséggel létrehozta az Európai Integrációért Szövetséget, mely egyúttal a moldáv kormánykoalíciót is alkotja. Ghimput 2009. augusztus 28-án a moldáv parlament elnökévé választották.
Mihai Ghimpu 2009. szeptember 11-én, Vladimir Voronin lemondását követően Moldova ideiglenes államfője lett. E minőségében 2010 júniusában bevezette a szovjet megszállás napját, melyről minden év június 28-án emlékeznek meg, valamint felavatta a szovjet megszállás emlékművét.

## Külső hivatkozások
- A Liberális Párt honlapja
- Életrajza A Liberális Párt honlapján